# Церква Святого Миколая (Верхнє Висоцьке)
Церква св. Миколая – історичний православний храм у Верхньому Висоцькому Львівської області. Побудований на невеликому пагорбі. Його стіни світло-зеленого кольору, а основна частина будівлі увінчана сріблястим куполом. 
Мурована церква розташована в центрі села, при дорозі, постала 1890-го року. Збудована за проектом львівського архітектора Івана Левинського на кошти одеського купця Василь Верига-Височанський-Петрушевич , уродженця села Верхнє Висоцьке. За проектом вона мала бути триверхою спорудою. Але будівничий Мечислав Білявський відійшов від проекту і звів церкву одноверхою.
Хрещата споруда в неоукраїнському стилі орієнтована вівтарем на захід. В плані до квадратної нави з заходу прилягає півциркульний вівтар з двома прямокутними захристіями, з півночі і півдня — прямокутні бічні рамена, зі сходу — прямокутний бабинець. Наву на невисокому, видимому ззовні, четверику вінчає великий світловий восьмериковий барабан, вкритий цибулястою банею. Вівтар накритий конічним дахом, бічні рамена і бабинець двосхилими причілковими. Стіни тиньковані, завершені антаблементом. Бабинець на чільному фасаді декорований старовинними канелюрованими пілястрами. На його бічних фасадах такі ж пілястри підкреслюють внутрішньо виділений присінок. Віконні отвори з півциркульним завершенням, декоровані профільними обрамуваннями. В тимпанках фронтовиків — круглі ніші з хрестами. Стіни восьмерика прикрашені аркатурним поясом. Вхідний проріз чільного фасаду — прямокутний, над ним влаштоване термальне вікно. Зараз церква відноситься до громади парафіян ПЦУ.

## Зовнішні посилання
- Zdjęcie cerwi w Wysocku Wyżnym w serwisie www.bieszczady.net.pl. bieszczady.net.pl.